# Lingua haiǁom
La lingua haiǁom è una lingua parlata nell'Africa sudoccidentale, appartenente alla famiglia delle lingue khoisan; è considerata parte del gruppo delle lingue khoe-kwadi, ramo settentrionale delle lingue khoisan. La lingua è conosciuta anche con i nomi di saan o san.
La lingua nama si configura come un continuum dialettale, alcuni dei quali si avvicinano ad altre lingue non appartenenti al gruppo khoe come il juǀ'hoan; alcuni linguisti classificano la lingua haiǁom come dialetto del nama, la più importante lingua khoisan della regione. Analogamente a tutte le altre lingue khoisan, anche il haiǁom è una lingua tonale ed è caratterizzata dalla presenza di numerose consonanti clic. Il simbolo "ǁ" che compare nel nome indica un clic laterale, e non deve essere confuso con una doppia "L".
La lingua haiǁom è parlata da circa 48.000 persone (dati Ethnologue del 2006), tra cui alcuni gruppi di cacciatori-raccoglitori stanziati in Namibia e Botswana.